# La valigetta del dottore
La valigetta del dottore (The Adventures of a Black Bag) è un romanzo di A. J. Cronin, pubblicato nel 1943. 

## Trama
Cronin riprende in quest'opera uno dei suoi temi fondamentali, quello dell'uomo davanti ai sentimenti elementari della vita e della morte, della malattia e della sofferenza. Una serie di figure passa attraverso l'ambulatorio del dottor Finlay Hyslop: personaggi che sconfiggono la sua ansia di guarirli o che gli concedono la gioia del trionfo; tipi grotteschi o patetici evocati sullo sfondo della provincia scozzese dalla quale l'autore trae una ricca gamma di emozioni.